# 1947年ミラノ・トリエンナーレ
第8回ミラノ・トリエンナーレ (VIII Triennal of Milan) は、1947年4月から7月までイタリアのミラノで開催されたトリエンナーレであり、博覧会国際事務局から認定された国際博覧会（特別博）である。テーマは「Decorative industrial and modern Arts and modern architecture」。